# Kenny Wheeler
Kenny Wheeler, właśc. Kenneth Vincent John Wheeler (ur. 14 stycznia 1930 w Toronto, zm. 18 września 2014 w Londynie) – kanadyjski muzyk jazzowy; trębacz, kompozytor i pedagog.
Tworzył od lat 50. w Wielkiej Brytanii. Większość jego dorobku to muzyka jazzowa, wiele czerpał również z wolnej improwizacji i rocka. Stworzył ponad 100 kompozycji.
Wheeler tworzył między innymi z takimi artystami i zespołami, jak: Dave Holland, Anthony Braxton, Keith Jarrett, Theo Jörgensmann, David Sylvian, Spiritualized, czy Spontaneous Music Ensemble.

## Wybrana dyskografia
- Windmill Tilter (1968)
- Song For Someone (1973)
- Gnu High (1976)
- Deer Wan (1978)
- Around 6 (1980)
- Double, Double You (1984)
- Flutter By, Butterfly (1988)
- Music For Large & Small Ensembles (1990)
- The Widow In The Window (1990)
- Kayak (1992)
- All The More (1997)
- Angel Song (1997)
- A Long Time Ago (1999)
- What Now? (2005)